# West Hampstead (London)

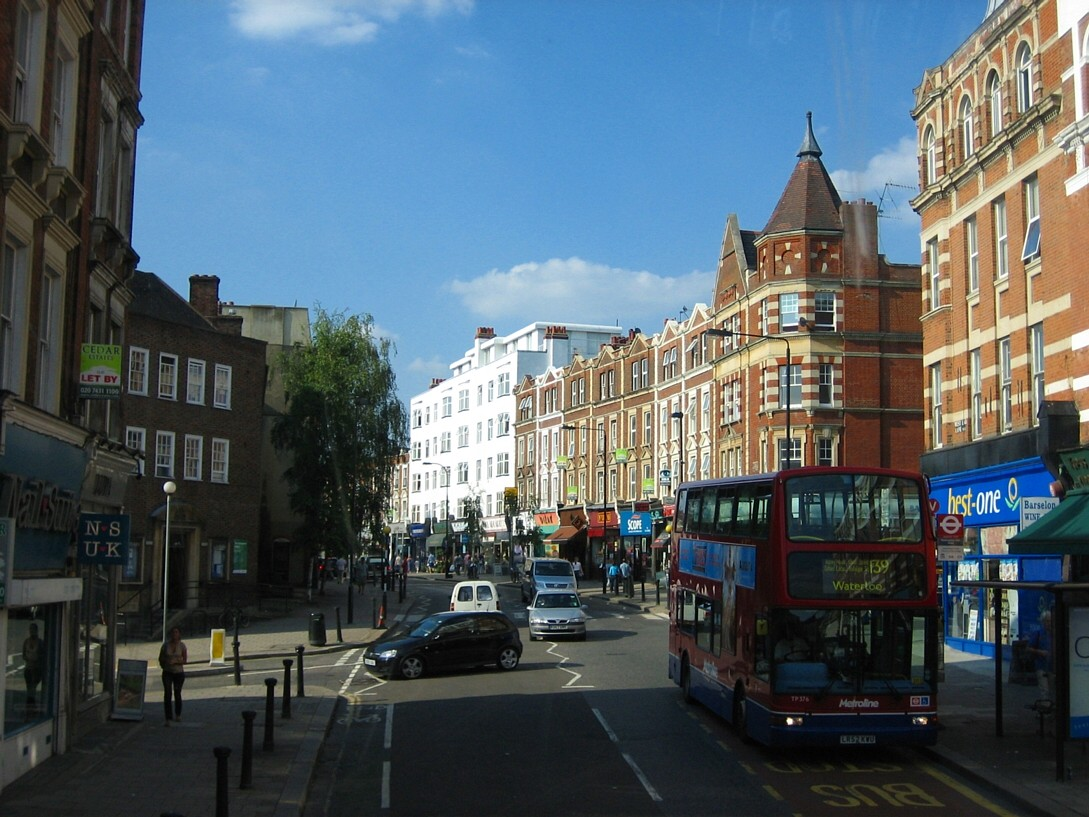
West End Lane

West Hampstead ist ein Stadtteil von London. Er gehört zum London Borough of Camden und liegt westlich des noblen Stadtviertels Hampstead und rund fünf Kilometer nördlich des Oxford Circus in der Londoner Innenstadt.

## Lage
West Hampstead liegt westlich von Hampstead und Belsize Park, nördlich von St. Johns Wood und Maida Vale, östlich von Kilburn und südlich von Fitzjohns & Frognal.

West Hampstead wird von der London Underground (Jubilee Line), Overground und Thameslink frequentiert. Die Londoner Innenstadt ist per U-Bahn in unter 10 Minuten zu erreichen. 

## Geschichte

### West End
Historisch ist West Hampstead als West End bekannt, mit der Anbindung an das Netz der London Underground wurde der Ort jedoch umbenannt, um Verwechslungen mit dem Londoner West End zu vermeiden. 

### 13. bis 18. Jahrhundert
Die Kreuzung der heutigen West End Lane und Mill Lane besteht seit dem Mittelalter und bildet heute das Zentrum des Stadtviertels. Zwischen 1200 und 1534 hieß der Ort le Rudyng, wurde dann jedoch in West End umbenannt. Nach anfänglich langsamer Entwicklung nahm die Bevölkerung des damaligen West End im 16. und 17. Jahrhundert stärker zu. Vorrangig Londoner Kaufmänner begannen größere Wohnhäuser und Villen zu errichten. 1762 wurden bereits 39 Häuser gezählt, die von weitläufigen Grünflächen umgeben waren. Zu dieser Zeit lebte hier der Londoner Bürgermeister William Beckford sowie hochrangige Offiziere und Aristokraten.

### 19. Jahrhundert
Noch zu Beginn des 19. Jahrhunderts, im Jahr 1812, zog der britische Schriftsteller Leigh Hunt in das damalige West End, welcher den Ort als so ruhig beschrieb, dass man wohl die Kanonen in Waterloo hätte hören können. Dies änderte sich jedoch kurz darauf durch den Bau zweier Eisenbahnlinien südlich des Viertels, was den Bau von Wohnraum stark beschleunigte. Mit der Eröffnung der dritten Eisenbahnlinie, der Metropolitan & St.Johns Wood Line, entwickelte sich ab 1879 ein Bauboom und ein Großteil der heute erhaltenen Bausubstanz entstammt dieser Zeit.

## Bevölkerung
Im Jahr 2019 hatte West Hampstead 14.100 Einwohner. Das durchschnittliche Einkommen lag im selben Jahr mit knapp 60.000 Euro deutlich über dem Durchschnitt Camdens und Londons. Auch die Kriminalitätsrate liegt mit jährlich 66 Straftaten pro 100 Personen deutlich unter dem Londoner Durchschnitt, welcher ein rund zehnfaches an Straftaten zählt.

## Persönlichkeiten
- Ida Mann (1894–1974), Augenärztin und Hochschullehrerin
- Jimmy Jewell (1898–1952), Fußballtrainer und -schiedsrichter